# Batalla del Ticino
La batalla del Ticino va tenir lloc l'any 218 aC entre l'exèrcit cartaginès, dirigit per Hanníbal Barca, i l'exèrcit de romà, encapçalat per Publi Corneli Escipió, durant la Segona Guerra Púnica. La victòria es va inclinar pel bàndol cartaginès, donant així a Hanníbal la seva primera victòria en sòl italià.

## Antecedents
Després que Hanníbal sortís d'Hispània, l'exèrcit dirigit per Escipió va ser enviat a Massàlia (avui Marsella) per aturar l'avanç de l'exèrcit cartaginès. Les dues forces van creuar les seves trajectòries a prop del riu Roine, però com que estaven a diversos dies de distància no hi va haver contacte entre ells. Escipió va deixar que l'exèrcit continués la seva marxa cap a Hispània, per fer front a les forces cartagineses que restaven allà, mentre ell tornava a Itàlia per a enfrontar-se a Hanníbal a la Gàl·lia Cisalpina. Hanníbal, que recentment havia entrat a Itàlia, intentava amb afany reclutar tropes entre les tribus gal·les, quan es va assabentar del retorn d'Escipió. Hanníbal va decidir fer-li front com a demostració de la seva força, esperant amb això millorar la seva posició entre les tribus locals, i per a fer replegar els romans més enllà del riu Po. També Escipió estava impacient per una batalla i va decidir marxar cap al nord del Po per a enfrontar-se a l'exèrcit cartaginès. Les dues forces d'exploració van arribar a prop del riu Ticino, i tots dos exèrcits van aixecar el campament.

## La Batalla
L'endemà tots dos exèrcits van enviar partides d'exploració. Hanníbal va prendre probablement a la majoria dels 6.000 homes de cavalleria que li quedaven després de creuar els Alps, mentre que Escipió va prendre tota la seva cavalleria i un nombre petit de vèlits (infanteria lleugera armada amb javelines). Les dues forces es van trobar gairebé per casualitat, les cavalleries pesades dels dos combatents es trobaven al centre, on es va produir la lluita més dura. Hanníbal havia situat la seva cavalleria més lleugera de Numídia als flancs, que per ordres d'Hanníbal van atacar els flancs de la formació romana on es trobaven els vèlits. La línia es va ensorrar, la qual cosa va permetre als númides atacar la cavalleria romana pels laterals, i aquesta en veure's atacada per dos fronts va trencar files i va fugir cap al seu campament. Escipió va resultar ferit a la batalla i no va morir gràcies a la intervenció del seu fill també anomenat Publi Corneli Escipió (el futur vencedor d'Hanníbal).

## Conseqüències
El resultat immediat de la batalla no va tenir grans conseqüències, ja que només dues forces van patir revessos de menys importància i la força principal de cada exèrcit va quedar intacta. No obstant això, com a resultat de la derrota de Roma al Ticino, els gals es van animar a unir-se al bàndol cartaginès. Aviat tot el nord d'Itàlia es va aliar amb Hanníbal, els reforços gals i lígurs van fer augmentar l'exèrcit d'Hanníbal fins a 40.000 homes. Amb aquests reforços l'exèrcit cartaginès estava preparat per a envair Itàlia. Escipió, ferit a la batalla, es va retirar a través del riu Trebia amb el seu exèrcit intacte, i va acampar a la ciutat de Plasentia per esperar els reforços de l'altre cònsol, Tiberi Semproni Llong. El resultat seria un proper enfrontament a la batalla del Trèbia.